# Xã Janesville, Quận Greenwood, Kansas
Xã Janesville (tiếng Anh: Janesville Township) là một xã thuộc quận Greenwood, tiểu bang Kansas, Hoa Kỳ. Năm 2010, dân số của xã này là 469 người.